# Hồng Thái, Tuyên Quang
Hồng Thái là một xã thuộc tỉnh Tuyên Quang, Việt Nam.

## Địa lý
Xã Hồng Thái có diện tích 15,75 km², dân số năm 2006 là 1.347 người, mật độ dân số đạt 86 người/km².

## Du lịch
Nằm ở độ cao 1.200m so với mực nước biển, xã Hồng Thái đang được xem là Sa Pa thứ hai ở khu vực phía Bắc. Những năm gần đây, cứ vào dịp đầu xuân mới, xã Hồng Thái lại đón rất nhiều du khách từ mọi miền Tổ quốc đến tham quan. Tuyên Quang đã có kế hoạch kêu gọi các nhà đầu tư xây dựng xã Hồng Thái. Để nơi này trở thành điểm du lịch hấp dẫn trong tương lai.
Để Hồng Thái trở thành điểm du lịch hấp dẫn với du khách, chính quyền địa phương đang vận động nhân dân mở rộng diện tích trồng cây lê gắn với bảo vệ những ruộng bậc thang. Tới nay Hồng Thái đã trồng được hơn 27ha Lê và tiếp tục mở rộng diện tích trồng mới.